# هوبرت باسورث
هوبرت باسورث (انگلیسی: Hobart Bosworth؛ ‏ ۱۱ اوت ۱۸۶۷ – ۳۰ دسامبر ۱۹۴۳) بازیگر، فیلم‌نامه‌نویس، کارگردان، و تهیه‌کننده اهل ایالات متحده آمریکا بود.

## گزیده فیلمشناسی
از فیلم‌ها یا برنامه‌های تلویزیونی که وی در آن نقش داشته‌است می‌توان به آثار زیر اشاره کرد.
- دکتر جکیل و آقای هاید (فیلم ۱۹۰۸) (۱۹۰۸)
- جادوگر شهر از (فیلم ۱۹۱۰) (۱۹۱۰)
- افسوس! یوریک بیچاره! (۱۹۱۳)
- الیور توئیست (۱۹۱۶)
- نان (فیلم ۱۹۲۴) (۱۹۲۴)
- جشن بزرگ (۱۹۲۵)
- ترجیحاً فولاد (۱۹۲۵)
- بهترین دختر من (۱۹۲۷)
- نمایش نمایش‌ها (۱۹۲۹)
- تعطیلی شیطان (۱۹۳۰)
- آبراهام لینکلن (فیلم ۱۹۳۰) (۱۹۳۰)
- دو-بری، بانوی عشق (۱۹۳۰)
- کشتی هوایی (فیلم) (۱۹۳۱)
- پاهای میلیون دلاری (۱۹۳۲)
- خانمی برای یک روز (۱۹۳۳)
- جنگ‌های صلیبی (فیلم) (۱۹۳۵)
- ژنرال اسپنکی (۱۹۳۶)
- یک پا در بهشت (۱۹۴۱)